# Seventh Truth
Seventh Truth è il quarto album in studio della musicista azera Aziza Mustafa Zadeh, pubblicato nel 1996.

## Tracce
1. Ay Dilber – 5:27
2. Lachin – 3:45
3. Interlude I – 2:08
4. Fly With Me – 7:09
5. F# – 4:18
6. Desperation – 6:23
7. Daha...(again) – 4:55
8. I Am Sad – 4:57
9. Interlude II – 0:29
10. Wild Beauty – 4:36
11. Seventh Truth – 4:42
12. Sea Monster – 8:12